# Temistocle Calzecchi-Onesti
Pour les articles homonymes, voir Onesti (homonymie).
Temistocle Calzecchi-Onesti (né le 14 décembre 1853 à Lapedona et mort le 22 novembre 1922 à Monterubbiano) est un physicien et inventeur italien.

## Biographie
Calzecchi-Onesti étudia la physique à l'Université de Pise puis fut professeur de lycée. Entre 1884 et 1886, il constata que deux plaques métalliques qui, placées dans un tube de verre entre deux plaques de laiton, ne conduisent pas le courant, deviennent conductrices (avec une résistance de quelques centaines d'ohms seulement) sous l'influence d'un champ électromagnétique, instauré par exemple par une décharge électrique. Édouard Branly, après qu'Heinrich Hertz eut mis en évidence les ondes électromagnétiques en 1888, exploita le premier cet effet en 1890 pour mettre au point le premier récepteur d'ondes hertziennes, le cohéreur.
Les articles de Calzecchi-Onesti, publiés dans la revue italienne Il Nuovo Cimento, ne fut guère connus qu'en  Italie, ce qui peut expliquer que la découverte de ce phénomène soit implicitement attribuée à Branly. Calzecchi-Onesti utilisait son tube à éclat comme détecteur d'orages, ce que fera d'abord aussi le pionnier russe de la radio sans fil,  Popov (1894), avant que l'année suivante Marconi construise le premier récepteur de télégraphie sans fil.